# Гоптівка (пункт контролю)
50°16′51″ пн. ш. 36°15′46″ сх. д. / 50.28083° пн. ш. 36.26278° сх. д.
Го́птівка — пункт пропуску через державний кордон України на кордоні з Росією. Через пропускний пункт здійснюється лише автомобільний вид контролю.
Розташований у Харківській області, Дергачівський район, поблизу села Гоптівка, на автошляху E105, із яким збігається М20. З російського боку розташований пункт пропуску «Нехотєєвка», Бєлгородський район Бєлгородської області.
Вид пропуску — автомобільний. Статус пункту пропуску — міжнародний.
Характер перевезень — пасажирський, вантажний.
Окрім радіологічного, митного та прикордонного контролю, автомобільний пункт пропуску «Гоптівка» може здійснювати санітарний, фітосанітарний, ветеринарний, екологічний та контроль Служби міжнародних автомобільних перевезень.

## Історія

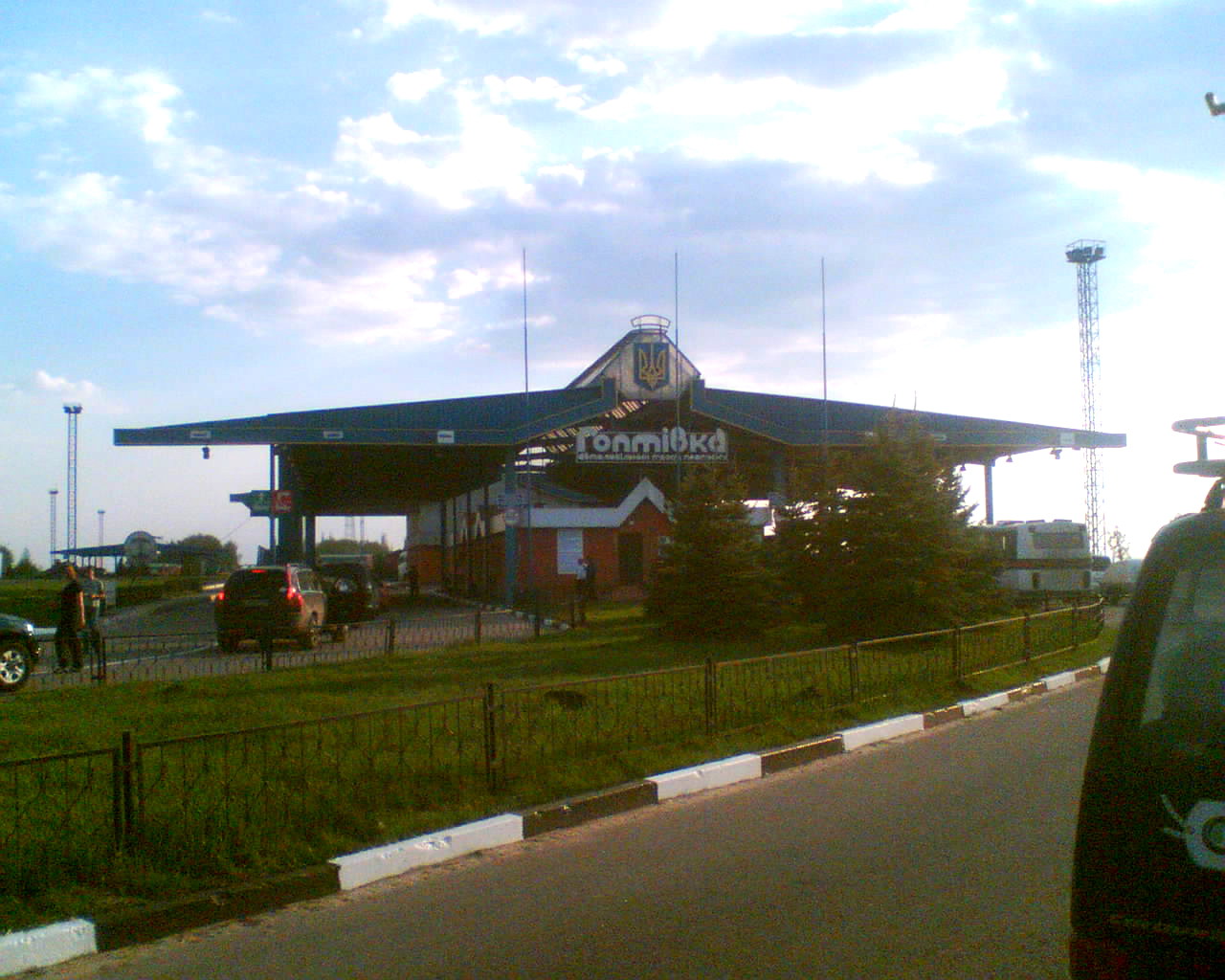
Прикордонний пункт контролю «Гоптівка»

Протягом 2018—2019 років російські прикордонники створювали на пункті пропуску «Гоптівка» черги на кордоні з Україною через повільне оформлення вантажних автомобілів або відмову без видимих причин у в'їзді на територію Росії громадянам України (у лютому 2019 року понад 90 відмов).